# Jakob Klemenčič
Jakob Klemenčič, né le 13 décembre 2002, est un coureur cycliste slovène, spécialiste de VTT et notamment de cross-country eliminator.

## Biographie
Jakob Klemenčič grandit dans une ferme près de Idrija et court pour le club local du MBK Črni Vrh. En VTT, il devient  champion de Slovénie cross-country juniors (moins de 19 ans) en 2019 et 2020. 
En 2021, il décide de se spécialiser sur les courses de cross-country eliminator. Il démontre ses qualités dans la discipline avec une sixième place aux championnats d'Europe de VTT. L'année suivante, il profite de l'absence de la plupart des coureurs élites - car la course est intégrée aux championnats d'Europe juniors et espoirs - pour devenir champion d'Europe de cross-country eliminator. Sa victoire incite la fédération slovène à organiser un championnat national dans cette discipline, qu'il remporte également.
Il atteint pour la première fois une finale de la Coupe du monde de cross-country eliminator en 2023 à Louvain. L'année suivante, il est deuxième des championnats du monde et d'Europe. Grâce à un sponsor, il peut participer pour la première fois à une saison complète de Coupe du monde en 2025, remportant sa première victoire en Coupe du monde lors de la course d'ouverture à Douchanbé.
En dehors de sa spécialité, Klemenčič termine à plusieurs reprises sur le podium aux championnats slovènes de cross-country et de cross-country short track.

## Palmarès en VTT

### Championnats du monde
- Aalen 2024
  -   Médaillé d'argent du cross-country eliminator

### Coupe du monde
- Coupe du monde de cross-country eliminator
  - 2023 : 10e du classement général
  - 2024 : 9e du classement général
  - 2025 : vainqueur d'une manche

### Championnats d'Europe
- Anadia 2022
  -  Champion d'Europe de cross-country eliminator
- Gibraltar 2024
  -  Médaillé d'argent du cross-country eliminator

### Championnats de Slovénie
- 2019
  -  Champion de Slovénie de cross-country juniors
- 2020
  -  Champion de Slovénie de cross-country juniors
- 2022
  -  Champion de Slovénie de cross-country eliminator
- 2023
  -  Champion de Slovénie de cross-country eliminator